# Historie maniaków
Historie maniaków – zbiór opowiadań Romana Jaworskiego, opublikowany w 1910 roku. Składał się z 6 utworów (Miał iść, Zepsuty ornament, Medi, Trzecia godzina, Bania doktora Lipka, Amor milczący). Opowiadania koncentrowały się na motywie szaleństwa i nietypowych osobowości. Autor planował publikację drugiej serii Historii maniaków, ale zamiar ten nie został ostatecznie zrealizowany.

## Okoliczności powstania i publikacji

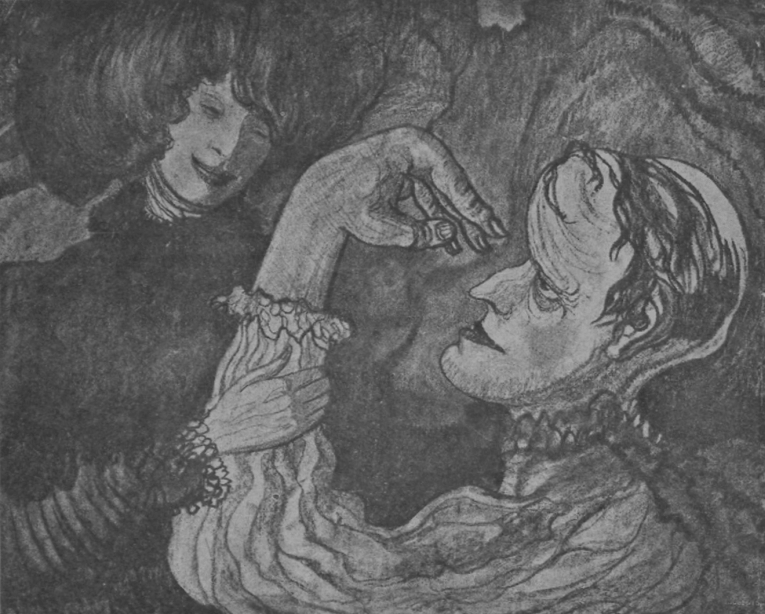
Rysunek Stanisława Ignacego Witkiewicza z okładki wydania oryginalnego (1910).

Jaworski planował wydanie swoich opowiadań w formie książkowej już w 1908 roku. Zawierający sześć opowiadań zbiór ukazał się w połowie kwietnia 1910 roku, nakładem „Książki”. Okładkę tomu zaprojektował Stanisław Ignacy Witkiewicz. Książka spotkała się z zainteresowaniem krytyków, ale nie zdobyła popularności czytelniczej – nakład nie został wykupiony, a część egzemplarzy wróciła do księgarń po zakończeniu pierwszej wojny światowej.

### Druga seria opowiadań
Jaworski planował napisanie i publikację II serii Historii maniaków, co zapowiadał w przypisie do opowiadania Opowieść o smutku czterech ścian, opublikowanego w 1911 roku w czasopiśmie „Widnokręgi”. Prawdopodobnie utwór Amor milczący, wydany w pierwszej serii opowiadań, miał właściwie rozpoczynać serię drugą. Wskazuje na to znaczna odrębność tego opowiadania od innych zawartych w tym samym tomie, a także poprzedzająca je przedmowa autorska, wprowadzająca czytelnika w specyfikę utworów. Umieszczanie takiej przedmowy w środku tomu mijało się z celem, natomiast mogła ona z powodzeniem otwierać drugą serię opowiadań. Planowana kontynuacja nigdy się jednak nie ukazała.

## Opinie krytyków
Autorem pierwszej recenzji tomu był Michał Sokolnicki. Jego artykuł ukazał się w czasopiśmie „Naprzód” 20 kwietnia 1910 roku i pisana była w pośpiechu, nim jeszcze krytyk zdążył ukończyć lekturę opowiadań. Sokolnicki nazwał opowiadania Jaworskiego twórczością „przemarzoną”. Inni z kolei recenzenci, Anna Zahorska („Świat” 1910, nr 27) i Eustachy Czekalski („Myśl Niepodległa” 1910 nr 144) akcentowali rolę brzydoty w utworach Jaworskiego i uznawali ośmieszanie piękna za ich najważniejszy motyw. Latem ukazała się również anonimowa recenzja w czasopiśmie „Izraelita”. Jej autor wyraził niechęć do twórczości Jaworskiego, a samego autora zaliczył do grona maniaków. Natomiast Karol Irzykowski, w swojej recenzji zatytułowanej Ocalanie „istoty rzeczy” (opublikowanej najpierw w zeszycie 16 „Widnokręgów”, a następnie włączonej do tomu Czyn i słowa i uznawanej przez samego krytyka za jedno z jego najważniejszych dzieł) upatrywał istotę twórczości Jaworskiego właśnie w ocalaniu istoty rzeczy, poprzez gesty i ukazywanie upokorzonego piękna. Przyrównał też autora do Edgara Allana Poego i Oscara Wilde’a. Historie maniaków były również recenzowane pochlebnie przez Mieczysława Rettingera i Walerego Gostomskiego.